# استفانو اوکاکا
استفانو چوکا اوکاکا (ایتالیایی: Stefano Chuka Okaka؛ زادهٔ ۹ اوت ۱۹۸۹) بازیکن فوتبال نیجریه‌ای‌تبار زاده ایتالیا است.

## باشگاهی
از باشگاه‌هایی که در آن بازی کرده‌است می‌توان به رم، مودنا، برشا، فولام، باری، پارما، اسپتزیا، سمپدوریا، اندرلشت، واتفورد، اودینزه و استانبول باشاک‌شهر اشاره کرد.

## تیم ملی
وی همچنین در تیم ملی فوتبال ایتالیا بازی کرده‌است.